# منتدى تكنولوجيا المعلومات والاتصالات لمنطقة الشرق الأوسط وشمال إفريقيا
منتدى تكنولوجيا المعلومات والاتصالات لمنطقة الشرق الأوسط وشمال أفريقيا هو حدث صناعة تكنولوجيا المعلومات والاتصالات في منطقة الشرق الأوسط وشمال أفريقيا والذي يقام كل سنتين في الأردن تحت رعاية الملك عبد الله الثاني بن الحسين.
وهو ممتد من منتدى أوردان لتكنولوجيا المعلومات والاتصالات الذي عقد في كل من الأعوام 2002 و 2004 و 2006. ويعرض المنتدى أنشطة تكنولوجيا المعلومات والاتصالات في المنطقة ويتناول اتجاهات الصناعة والفرص والتوقعات المستقبلية.
ومن أبرز المتحدثين الرئيسيين في المنتدى الملك عبد الله الثاني والرئيس التنفيذي لشركة إنتل، كرايغ باريت، ورئيس شركة سيسكو، جون تي شامبرز، والرئيس التنفيذي لشركة ثري كوم، إدغار ماسري، وكبير الباحثين في شركة صن ميكروسيستمز، جون كيج.